# Johannes Dörmann
Johannes Dörmann (* 27. Dezember 1922 in Holzwickede; † 27. Januar 2009) war ein deutscher katholischer Theologe und Missionswissenschaftler.

## Leben
Johannes Dörmann studierte zuerst Mathematik und Physik auf Lehramt, danach Philosophie und Theologie, um Priester zu werden. 1953 erfolgte seine Priesterweihe für das Erzbistum Köln, wo er auch inkardiniert war. Von 1953 bis 1966 war Dörmann Kaplan und Pfarrer in verschiedenen Pfarreien.
Dörmann studierte außerdem Missionswissenschaft an der Westfälischen Wilhelms-Universität in Münster, Ethnologie, Ethnosoziologie sowie Religionswissenschaft in Bonn und Basel. 1963 wurde er von Joseph Ratzinger promoviert. 1966 habilitierte er sich in Religions- und Missionswissenschaft. Danach war er von 1966 bis 1970 Privatdozent, bis er 1970 einen Lehrstuhl für Missions- und Religionswissenschaft an der Westfälischen Wilhelms-Universität in Münster übernahm. Von 1970 bis zu seiner Emeritierung 1984 leitete er das Institut für Missionswissenschaft an der  Westfälischen Wilhelms-Universität. Darüber hinaus war Dörmann von 1969 bis 1975 Gastprofessor an der Theologischen Fakultät Paderborn.
Sein Spezialgebiet war die Altertumsforschung von Johann Jakob Bachofen. In mehreren Werken befasste er sich kritisch mit der Theologie des am 2. April 2005 verstorbenen Papstes Johannes Paul II. und den von diesem ins Leben gerufenen Weltgebetstreffen von Assisi. Dörmanns Bücher über die Entwicklung des ökumenischen Ansatzes dieses Papstes wurden in mehrere Sprachen übersetzt.
Johannes Dörmann lebte zuletzt in Senden. Er war Mitglied der Fördergemeinschaft Theologisches e.V., die die Zeitschrift Theologisches verlegt und herausgibt. Nach dem Tode des früheren Herausgebers Johannes Bökmann war Dörmann für eine Übergangszeit auch deren Schriftleiter.

## Veröffentlichungen (Auswahl)
- Neue Quellen zur Erforschung des Evolutionismus im neunzehnten Jahrhundert aus dem Nachlaß von Johann Jakob Bachofen. Münster 1965
- mit Adolf Exeler: Fragen der Kirche heute. Echter, Würzburg 1971, ISBN 3-429-00218-4
- Die eine Wahrheit und die vielen Religionen. Franz Schmitt, Siegburg 1988, ISBN 3-87442-024-8
- Der theologische Weg Johannes Pauls II. zum Weltgebetstag der Religionen in Assisi, 5 Bände. Sitta, Senden/Westfalen 1990–1998, Gesamt-ISBN 3-9802444-0-7

Als Herausgeber
- Weltmission in der Weltkrise. Vortragsreihe zum Monat der Weltmission in Münster, Oktober 1978, St. Augustin 1978, Steyler Verlag, ISBN 3-87787-127-5
- mit Walter Strasser: Johann Jakob Bachofen, Antiquarische Briefe. In: Johann Jakob Bachofen, Gesammelte Werke. Mit Benutzung des Nachlasses herausgegeben von Karl Meuli. Basel 1943–1967, Band VIII (1966).